# Bosut (Sremska Mitrovica)
Pour les articles homonymes, voir Bosut.
Bosut (en serbe cyrillique : Босут) est un village de Serbie situé dans la province autonome de Voïvodine et sur le territoire de la ville de Sremska Mitrovica, district de  Syrmie (Srem). Au recensement de 2011, il comptait 971 habitants.
Bosut est une communauté locale, c'est-à-dire une subdivision administrative, de la ville de Sremska Mitrovica.

## Géographie

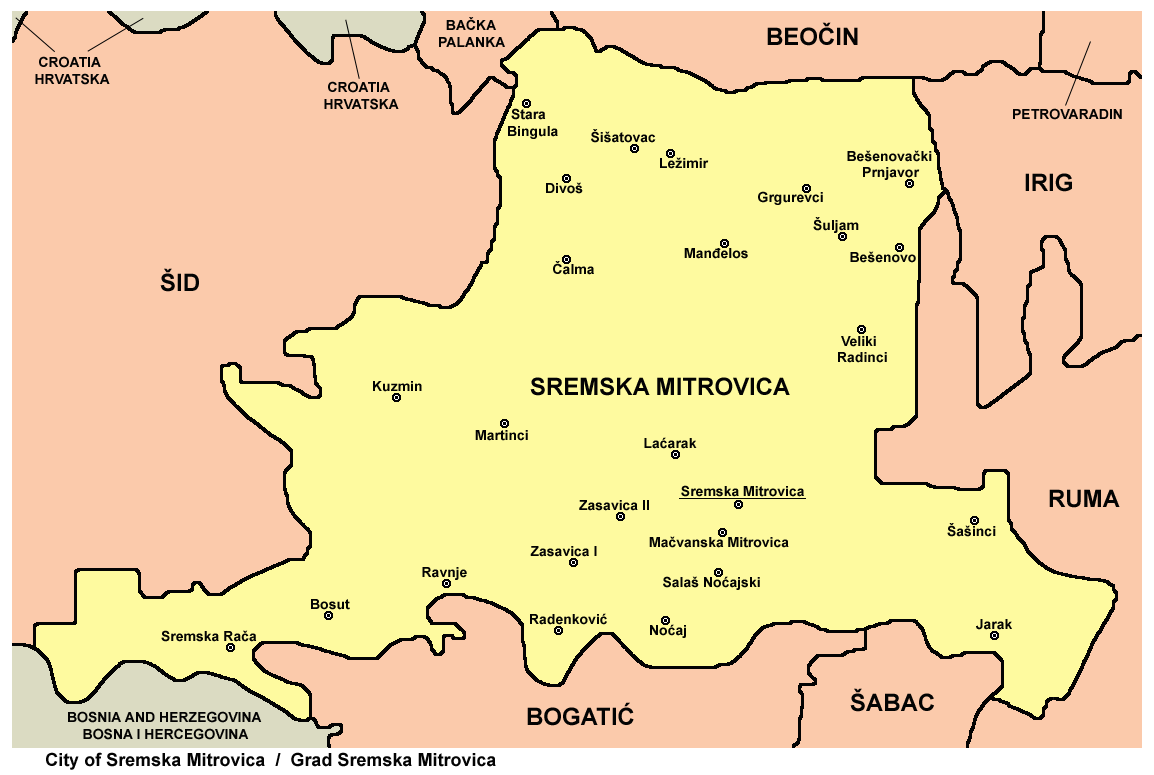
Localisation de Bosut dans la ville de Sremska Mitrovica

Bosut se trouve dans la région de Syrmie, sur la rive gauche du Bosut, au confluent de cette rivière de la Save. Le village est situé sur la route nationale M-18 qui relie Sombor à Sremska Rača et, au-delà, à Bijeljina, en Bosnie-Herzégovine.

## Démographie

### Évolution historique de la population
| 1948 | 1953 | 1961  | 1971  | 1981  | 1991  | 2002  | 2011 |
| ---- | ---- | ----- | ----- | ----- | ----- | ----- | ---- |
| 689  | 823  | 1 094 | 1 284 | 1 311 | 1 149 | 1 139 | 971  |

|  |

### Données de 2002
Pyramide des âges (2002)
En 2002, l'âge moyen de la population était de 37,5 ans pour les hommes et 40,7 ans pour les femmes.
Répartition de la population par nationalités (2002)
En 2002, les Serbes représentaient 83,8 % de la population.

### Données de 2011
En 2011, l'âge moyen de la population était de 41,9 ans, 40,2 ans pour les hommes et 43,5 ans pour les femmes.

## Tourisme
La forêt de Bosut constitue une zone importante pour la conservation des oiseaux (ZICO) ; la zone protégée s'étend sur 17 500 ha. On y trouve des chênes, des frênes, des peupliers, des saules, des ormes, des charmes et des érables ; parmi les oiseaux migrateurs, on peut y observer la cigogne noire (Ciconia nigra) ou la cigogne blanche (Ciconia ciconia) et, parmi les espèces résidentes, des rapaces comme le pygargue à queue blanche (Haliaeetus albicilla) et la chouette hulotte (Strix aluco).